# Nick Jr. 2
Nick Jr. 2 was een onderdeel van de Engelse televisiezender Nickelodeon Engeland en Nick Jr., dat werd opgericht door Virgin Media. Haar eerste uitzending was op 24 april 2006.

## Programmering

### Programma's
- Angelina Ballerina
- The Backyardigans
- Blue's Clues
- Bob the Builder
- Dora the Explorer
- The Fairies
- Fifi and the Flowertots
- Go, Diego, Go!
- It's A Big Big World
- I Spy
- Kipper the Dog
- LazyTown
- Little Bear
- Little Bill

- Maisy
- Maggie and the Ferocious Beast
- The Magic Roundabout
- Max and Ruby
- Pablo the Little Red Fox
- Peppa Pig
- Roary the Racing Car
- Sali Mali
- Super Why!
- Thomas The Tank Engine and Friends
- Toot and Puddle
- Wonder Pets
- Wow! Wow! Wubbzy!
- The Wiggles

### Voormalige programma's
- Animal Alphabet
- Bubble and Squeak
- Clangers
- The Flumps
- Paddington Bear
- The Upside Down Show
- Ivor the Engine
- King Rollo
- Spider!
- Button Moon
- Camberwick Green
- Astro Farm
- Bagpuss
- Mr Benn
- Rainbow
- Wobblyland